# St. Louis n.º 431
St. Louis n.º 431 es un municipio rural canadiense situado en la provincia de Saskatchewan.

## Superficie
St. Louis n.º 431 tiene una superficie de 777,51 km².

## Demografía
En 2021, tenía 1029 habitantes, una densidad poblacional de 1,3 hab./km², y 472 viviendas.